# Paul Marigney
Paul Lester Marigney (Oakland, 26 ottobre 1983) è un ex cestista statunitense.

## Carriera
Ha chiuso l'anno da senior nel 2005 con St. Mary's con 16,8 punti di media.
Nel 2006 decide di sbarcare in Italia e firmare per la Carife Ferrara agli ordini di coach Valli.
Chiude la stagione con quasi 15 punti e 5 rimbalzi a partita.
La buona stagione con gli estensi gli vale la chiamata della Trenkwalder Reggio Emilia che aveva come allenatore Franco Marcelletti. Anche a Reggio Emilia disputa un gran campionato ottenendo 16 punti e 5 rimbalzi di media.
Nell'estate 2008 dopo un lungo corteggiamento, Pavia ottiene la firma del colored, componendo una coppia di esterni pregevole con Thomas Mobley.Inizia la stagione facendo nelle prime 10 giornate un high di 27 punti con 7/8 da due punti a Veroli dove trascina l'Edimes alla vittoria. Da ricordare le sue prestazioni contro l'Harem Scafati, autore di 30 punti e 11/11 ai liberi, e i suoi 29 punti casalinghi contro la Fastweb Casale Monferrato, che cade sotto i colpi dei ragazzi pavesi.
Nell'estate 2011 si trasferisce a Scafati, sempre in Legadue.
Il 9 settembre 2012, liberato con una somma da 30.000 euro dal contratto con Scafati, si trasferisce alla Victoria Libertas Pesaro per una cifra annuale di 50.000 euro, ma dopo l'iniziale periodo di prova per 10 giorni non viene tesserato per via di problemi fisici. Da gennaio 2013 gioca nel Basket Veroli.